# Гришина, Ритта Петровна
Ри́тта Петро́вна Гри́шина (25 марта 1930, Москва — 19 мая 2015, там же) — советский и российский историк, доктор исторических наук, ведущий научный сотрудник Отдела истории славянских народов периода мировых войн Института славяноведения РАН, исследователь социально-экономических и политических проблем новой и новейшей истории Болгарии и стран Центральной и Юго-Восточной Европы.

## Биография
Родилась 25 марта 1930 г. в Москве в семье служащих. Отец Петр Васильевич Гришин работал бухгалтером, мать Татьяна Николаевна — машинисткой. В 1953 г. окончила исторический факультет МГУ, дипломная работа «Аграрная реформа правительства Стамболийского в Болгарии (1921 г.)» была написана под руководством И.Н. Частухина. Работала в школе рабочей молодежи. Училась в аспирантуре Института славяноведения АН СССР. В 1963 г. защитила кандидатскую диссертацию «Рабочее движение в Болгарии в 1928–1931 гг.» (научный руководитель — М.А. Бирман). С 1961 г. работала в Институте славяноведения АН СССР младшим научным сотрудником, затем старшим научным сотрудником, ведущим научным сотрудником, заведующей сектором истории межвоенного периода, ведущим научным сотрудником.
В 1978 г. ей была присуждена докторская степень в Едином центре науки и подготовки кадров по истории при Болгарской АН за монографию «Возникновение фашизма в Болгарии, 1919–1925 гг.».
Являлась заместителем председателя российской части Комиссии историков России и Болгарии, членом редколлегий журнала «Славяноведение» и украинского «Болгарского ежегодника».

## Награды и премии
- Лауреат Премии АН СССР и Болгарской АН.
- Болгарский орден Кирилла и Мефодия II степени.
- Бронзовая медаль Выставки достижений народного хозяйства СССР.
- Орден Международного славянского фонда.

## Научная деятельность
Основная сфера научных интересов — социально-экономические и политические проблемы новой и новейшей истории Болгарии и стран Центральной и Юго-Восточной Европы.
Ранние работы посвящены истории рабочего и коммунистического движения в Болгарии, возникновению и развитию болгарского фашизма, эволюции политических сил в межвоенный период, событиям в Болгарии после революции 1944 г. В монографии «Возникновение фашизма в Болгарии. 1919–1925 гг.» (1976) исследователь изучает начальный этап развития фашизма в Болгарии, зарождение фашизма в годы послевоенного революционного кризиса в стране и политику фашистского правительства А. Цанкова в 1923–1925 гг. Автор рассматривает политические и социальные условия формирования сил крайней реакции, влияние реформаторской деятельности правительства БЗНС на обстановку в стране и складывание лагеря крайней реакции.  Затем Гришина обращается к периоду консолидации сил реакции и последовавшему за этим военно-фашистскому перевороту 9 июня 1923 г., исследует становление военно-фашистского режима, репрессивный курс в отношении БКП и БЗНС – левицы, внешнюю политику правительства Цанкова, его социально-экономическая политика (отношения между государственной властью и монополистическими кругами, реформа налоговой системы), падение правительства А. Цанкова. Книга вышла в Болгарии на русском языке при поддержке маститого болгарского историка Димитра Косева. В СССР по ряду причин идеи, высказанные в работе, не способствовали изданию книги. Так, автор затрагивала македонский вопрос и упоминала о Внутренней македонской революционной организации, базировавшейся в Болгарии и ведшей подрывную работу в отношении Югославии, вышедшей на связь с правыми кругами Болгарии и в то же время поддерживавшей отношения с Коминтерном и советской дипломатией.
С 1990-х гг. Гришина исследовала роль Коминтерна в событиях на Балканах, советскую внешнюю политику в отношении балканских стран, разрабатывала вопросы модернизации на Балканах в конце XIX – первой половине XX в. В работе «Лики модернизации в Болгарии в конце XIX – начале XX веков (бег трусцой по пересеченной местности)» (2008) собраны статьи, посвященные проблеме обновления политического и общественного строя Болгарии в конце XIX – начале XX вв. Автор касается вопросов национализма и этатизма в Болгарии, установления конституционной монархии в стране, феномена болгарской православной церкви, влияния Сан-Стефанского мирного договора, заключенного после русско-турецкой войны 1877-1878 гг., и воздействия I Мировой войны на ход модернизации в государстве.
Участвовала в создании «Краткой истории Болгарии» (1987), в написании и редактировании ряда коллективных трудов, среди которых серия сборников «Человек на Балканах» (с 2002 г.).

## Основные работы
- Опыт исторического сопоставления режимов фашистского типа ранней стадии развития фашизма (на примере Болгарии, Венгрии, Испании и Италии) // Études balcaniques. Sofia, 1975. № 1.
- Возникновение фашизма в Болгарии, 1919—1925 г. София, 1976. 345 с.
- К вопросу о болгарской разновидности фашизма // Фашизм и антидемократические режимы в Европе, начало 20-х гг. — 1945. М., 1981.
- Царь Борис III // Пленники национальной идеи: Политические портреты лидеров Восточной Европы (первая треть XX в.). М., 1993.
- The 1917 Stockholm Conference: a Provingcround for the Modern Time Ideas // WWJ and the XX Century. M., 1994.
- Сентябрьское восстание 1923 г. в Болгарии в свете новых документов // Новая и новейшая история. 1996. № 5, 6.
- Общественно-политическая деятельность митрополита Стефана в 20 — 30-е гг. XX в. // БИссл. М., 1997. Вып. 17.
- Формиране на становище по македонския въпрос в болшевишка Москва, 1922—1924: по документи на руските архиви // Македонски преглед. София, 1999. № 4.
- Советские спецслужбы и несостоявшийся переворот: Болгария, сентябрь 1922 г. // Славяноведение. 2002. № 5.
- Модернизация по-балкански: диктует матрица (конец Х1Х — середина XX века) // Славяноведение. 2004. № 3.
- Национальный вопрос на Балканах в свете документов Коминтерна // Профессор Сергей Александрович Никитин и его историческая школа. М., 2004.
- Лики модернизации в Болгарии в конце ХIХ — начале XX веков (бег трусцой по пересеченной местности). Серия «Человек на Балканах». М., 2008. 256 с.
- Настроения болгарских крестьян накануне прихода БЗНС к власти. Опыт 1918—1919 годов // STUDIA SLAVICA — POLONICA (К 90-летию И. И. Костюшко). М., 2009.
- Заметки об изданиях, посвященных 130-летию русско-турецкой войны 1877—1878 годов и Освобождению Болгарии // Славяноведение. 2010. № 3.
- Российское общественное мнение и Балканы. 1870-е гг. // Человек на Балканах глазами русских. СПб., 2011. Вып. 6[7][8].

### Публикации источников
- Советско-болгарские отношения и связи: документы и материалы. М., 1976—1981. Т. 1-2 (один из составителей и редакторов).
- Национальный вопрос на Балканах через призму мировой революции в документах центральных российских архивов начала — середины 1920-х годов. М., 2000—2003. Ч. 1-2. (предисловие, сост. (совместно), комментарии, отв. редактор)[7].